# SN Brussels Airlines

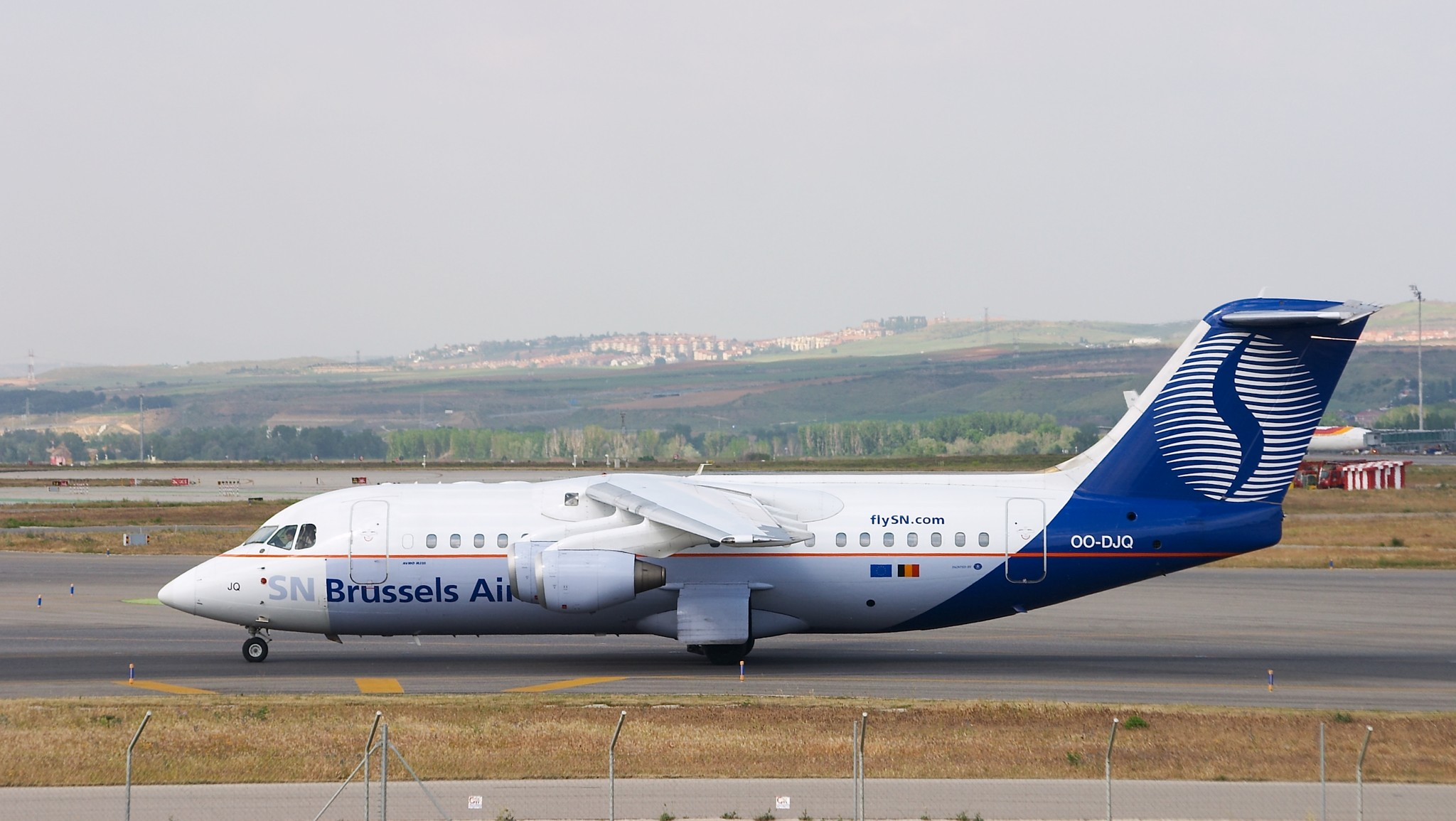
BAe 146

SN Brussels Airlines (IATA: SN, ICAO: DAT), también conocida como SNBA, fue el nombre comercial de una aerolínea belga, Delta Air Transport, que operaba desde el Aeropuerto de Bruselas-Zaventem. SNBA fue una aerolínea de servicio completo, conectando Bruselas con el resto de Europa. También volaba a África, manteniendo la amplia red que operaba la desaparecida Sabena. La aerolínea se ha fusionado con Virgin Express y fue liquidada y reemplazada por Brussels Airlines, el cual empezó sus operaciones el 25 de marzo de 2007.

## Historia
SN Brussels Airlines fue fundada el 15 de febrero de 2002, cuando un grupo de inversores belgas (compañías, instituciones financieras y compañías de inversión regionales, como así también los gobiernos de Bruselas y Valonia) formaron SN Airholding, encabezado por Étienne Davignon. Tras la quiebra en 2001 de Sabena, la aerolínea de bandera de Bélgica, Bélgica se quedó sin una aerolínea nacional. En febrero de 2002, SN Airholding toma el control de la aerolínea Delta Air Transport (fundada en 1967), una subsidiaria de Sabena que había sobrevivido a la quiebra, y cambió su nombre comercial a SN Brussels Airlines.
El 12 de abril de 2005 SN Brussels Airlines toma el control de Virgin Express y el 31 de marzo de 2006 anuncia su fusión. El 7 de noviembre de ese mismo año, anuncia en una conferencia de prensa que tuvo lugar en el Aeropuerto de Bruselas-Zaventem que la nueva aerolínea sería denominada Brussels Airlines.

## Antiguos destinos
| Países                          | Destinos            | Aeropuertos                                         |
| África                          | África              | África                                              |
| ------------------------------- | ------------------- | --------------------------------------------------- |
| Angola                          | Luanda              | Aeropuerto Int. Quatro de Fevereiro                 |
| Burundi                         | Buyumbura           | Aeropuerto Int. de Bujumbura                        |
| Camerún                         | Duala               | Aeropuerto Int. de Duala                            |
| Camerún                         | Yaundé              | Aeropuerto Int. de Yaundé Nsimalen                  |
| Costa de Marfil                 | Abiyán              | Aeropuerto Port Bouet                               |
| Gambia                          | Banjul              | Aeropuerto Int. Yundum                              |
| Guinea                          | Conakri             | Aeropuerto Int. Ahmed Sékou Touré                   |
| Kenia                           | Nairobi             | Aeropuerto Int.Jomo Kenyatta                        |
| Liberia                         | Monrovia            | Aeropuerto Int. Roberts                             |
| Marruecos                       | Casablanca          | Aeropuerto Int. Mohammed V                          |
| República Democrática del Congo | Kinsasa             | Aeropuerto Int. de N'Djili                          |
| Ruanda                          | Kigali              | Aeropuerto Int. de Kigali                           |
| Senegal                         | Dakar               | Aeropuerto Int. de Dakar-Yoff/Léopold Sédar Senghor |
| Sierra Leona                    | Freetown            | Aeropuerto Int. de Lungi                            |
| Uganda                          | Entebbe             | Aeropuerto Int. de Entebbe                          |
| Asia                            |                     |                                                     |
| Israel                          | Tel Aviv            | Aeropuerto Int. Ben Gurión                          |
| Europa                          |                     |                                                     |
| Alemania                        | Berlín              | Aeropuerto de Berlín-Tempelhof                      |
| Alemania                        | Fráncfort del Meno  | Aeropuerto de Fráncfort del Meno                    |
| Alemania                        | Hamburgo            | Aeropuerto de Hamburgo                              |
| Alemania                        | Múnich              | Aeropuerto Int. de Múnich-Franz Josef Strauss       |
| Austria                         | Viena               | Aeropuerto de Viena-Schwechat                       |
| Bélgica                         | Bruselas            | Aeropuerto de Bruselas (HUB)                        |
| Dinamarca                       | Copenhague          | Aeropuerto de Copenhague-Kastrup                    |
| España                          | Barcelona           | Aeropuerto de Barcelona-El Prat                     |
| España                          | Bilbao              | Aeropuerto de Bilbao                                |
| España                          | Madrid              | Aeropuerto de Madrid-Barajas                        |
| España                          | Málaga              | Aeropuerto de Málaga-Costa del Sol                  |
| España                          | Sevilla             | Aeropuerto de Sevilla                               |
| Finlandia                       | Helsinki            | Aeropuerto de Helsinki-Vantaa                       |
| Francia                         | Estrasburgo         | Aeropuerto de Estrasburgo                           |
| Francia                         | Lyon                | Aeropuerto de Lyon-Saint Exupéry                    |
| Francia                         | Marsella            | Aeropuerto de Marsella-Provenza                     |
| Francia                         | Niza                | Aeropuerto de Niza-Costa Azul                       |
| Francia                         | París               | Aeropuerto de París-Charles de Gaulle               |
| Francia                         | Toulouse            | Aeropuerto de Toulouse-Blagnac                      |
| Hungría                         | Budapest            | Aeropuerto de Budapest-Ferenc Liszt                 |
| Italia                          | Bolonia             | Aeropuerto de Bolonia                               |
| Italia                          | Cagliari            | Aeropuerto de Cagliari-Elmas                        |
| Italia                          | Florencia           | Aeropuerto de Florencia                             |
| Italia                          | Milán               | Aeropuerto de Milán-Malpensa                        |
| Italia                          | Nápoles             | Aeropuerto de Nápoles-Capodichino                   |
| Italia                          | Roma                | Aeropuerto de Roma-Fiumicino                        |
| Italia                          | Turín               | Aeropuerto de Turín-Caselle                         |
| Italia                          | Venecia             | Aeropuerto Int. Marco Polo                          |
| Noruega                         | Oslo                | Aeropuerto de Oslo-Gardermoen                       |
| Polonia                         | Varsovia            | Aeropuerto de Varsovia-Chopin                       |
| Portugal                        | Oporto              | Aeropuerto de Oporto-Francisco Sá Carneiro          |
| Reino Unido                     | Birmingham          | Aeropuerto Int. de Birmingham-West Midlands         |
| Reino Unido                     | Bristol             | Aeropuerto Int. de Bristol                          |
| Reino Unido                     | Londres             | Aeropuerto de Londres-Gatwick                       |
| Reino Unido                     | Mánchester          | Aeropuerto de Mánchester                            |
| Reino Unido                     | Newcastle upon Tyne | Aeropuerto de Newcastle upon Tyne                   |
| República Checa                 | Praga               | Aeropuerto de Praga                                 |
| Rusia                           | Moscú               | Aeropuerto Int. de Moscú-Domodédovo                 |
| Suecia                          | Estocolmo           | Aeropuerto de Estocolmo-Arlanda                     |
| Suecia                          | Gotemburgo          | Aeropuerto de Gotemburgo-Landvetter                 |
| Suiza                           | Ginebra             | Aeropuerto Int. de Ginebra                          |
| Suiza                           | Zúrich              | Aeropuerto Int. de Zúrich                           |
| Turquía                         | Estambul            | Aeropuerto Int. Atatürk                             |

### Códigos compartidos
- American Airlines (destinos de Estados Unidos).
- Etihad Airways (Toronto y Abu Dabi).
- Hainan Airlines (Pekín).

## Flota histórica
La flota de aeronaves de SN Brussels Airlines incluyó:
| Aeronaves       | Total | Introducido | Retirado | Matrículas |
| --------------- | ----- | ----------- | -------- | --- |
| Airbus A319     | 3     | 2003        | 2007     | OO-SSG, OO-SSK y OO-SSM                                                                                         |
| Airbus A330-300 | 3     | 2002        | 2007     | OO-SFO, OO-SFN y OO-SFM                                                                                         |
| Avro RJ85       | 14    | 2002        | 2007     | OO-DJK, OO-DJL, OO-DJN, OO-DJO, OO-DJP, OO-DJQ, OO-DJR, OO-DJS, OO-DJT, OO-DJV, OO-DJW, OO-DJX, OO-DJY y OO-DJZ |
| Avro RJ100      | 12    | 2002        | 2007     | OO-DWJ, OO-DWA, OO-DWB, OO-DWC, OO-DWD, OO-DWE, OO-DWF, OO-DWG, OO-DWH, OO-DWI, OO-DWK y OO-DWL                 |
| BAe 146-200     | 6     | 2002        | 2007     | OO-DJE, OO-DJF, OO-DJH, OO-DJG, OO-DJJ y OO-MJE                                                                 |
| Boeing 737-400  | 1     | 2003        | 2004     | OO-SBJ |

## Esquema de colores
La aerolínea tuvo varios esquemas de colores hasta que finalmente llegó a un diseño uniforma para su flota. La parte superior del fuselaje era blanca, mientras que la parte inferior y los motores eran liláceas. Una línea anaranjada también se aprecia entre las partes blancas y liláceas del fuselaje. El alerón trasero muestra la vieja "S" de Sabena. La dirección de la página web está cerca de la parte trasera. Hay diferencias entre las aeronaves de Avro y de Airbus: la más notable es que el nombre de la compañía está escrito sobre la parte blanca del fuselaje para los Airbus y en la parte lila para los Avro.
Estos esquemas serán reemplazados por los nuevos de Brussels Airlines.

## Galería

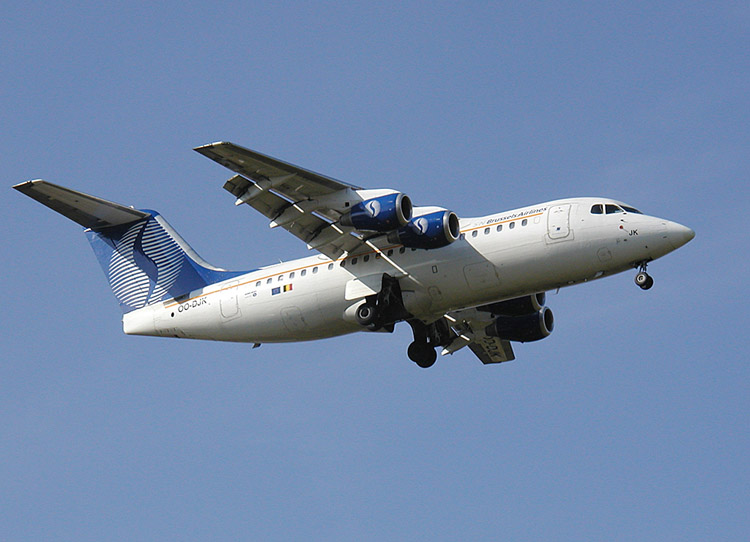
Avro RJ85 de SN Brussels Airlines
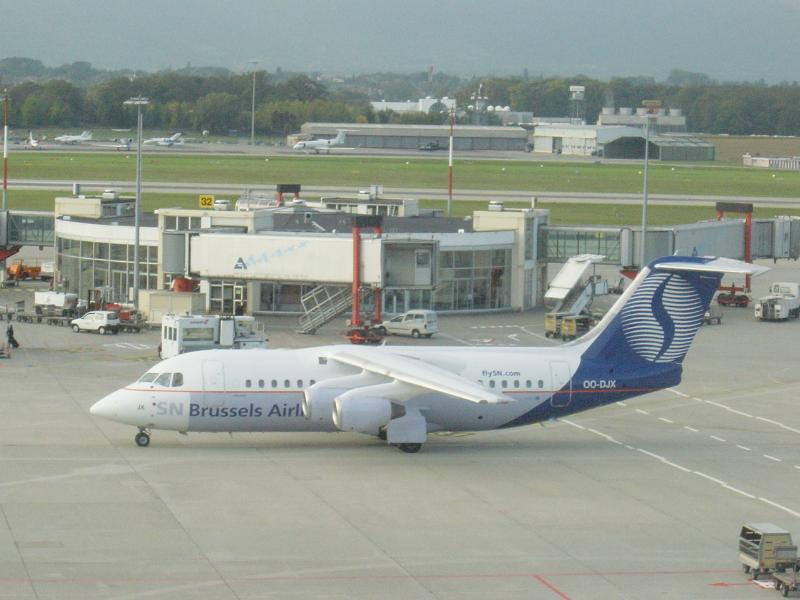
Avro RJ85 de SN Brussels Airlines en el Aeropuerto de Ginebra